# Rennäringslagen
Rennäringslagen (1971:437) är den lag som reglerar rennäringens villkor i Sverige. Enligt lagens portalparagraf tillkommer renskötselrätten den samiska befolkningen och grundas på urminnes hävd. Renskötselrätten får endast utövas av same som är medlem i sameby.
I rennäringslagen fastställs inom vilka områden renskötsel får bedrivas (§ 3–8). Året-runt-marker är Norrbottens och Västerbottens läns lappmarker ovanför odlingsgränsen, renbetesfjällen i Jämtlands län samt ytterligare några områden i Jämtlands län och Dalarnas län. Vinterbetesmarker, där renarna får uppehålla sig under perioden 1 oktober–30 april, utgörs av övriga delar av lappmarkerna nedanför odlingsgränsen samt "sådana trakter utanför lappmarkerna och renbetesfjällen där renskötsel av ålder bedrivs vissa tider av året".
Rennäringslagen innehåller också bestämmelser om samebyar. Medlem i sameby är (11 §):
- same som deltar i renskötseln inom byns betesområde,
- same som har deltagit i renskötsel inom byns betesområde och haft detta som stadigvarande yrke och inte övergått till annat huvudsakligt förvärvsarbete,
- den som är make eller hemmavarande barn till medlem, eller efterlevande make eller underårigt barn till avliden medlem.

Samebyn får inte bedriva någon annan ekonomisk verksamhet än renskötsel (9 §).
Medlemmar i samebyn får jaga och fiska på utmark inom de delar av byns betesområde som hör till renbetesfjällen eller lappmarkerna under den tid då renskötsel är tillåten där (25 §). 
Renskötselområdet fördelas mellan samebyarna i särskilda byområden. Detta gjordes ursprungligen av länsstyrelsen, numera av sametinget.

## Historia

### 1886 års renbeteslag
Genom lag (1886:38) angående de svenska lapparnes rätt till renbete i Sverige formaliserades för första gången lapparnas rätt till renbete. Lagen avsåg renskötsel i hela Sverige, men förhållandena i Jämtland-Härjedalen dominerade förberedelsearbetet. Lagen sade att de hade rätt att uppehålla sig med sina renar inom lappmarkerna i Västerbottens och Norrbottens län, på renbetesfjällen i Jämtlands län samt inom andra områden "hvilka de efter gammal sedvana hitintills hafva besökt" (1 §).
I lagen finns ingen definition av vilka som omfattades av lagstiftningen. Lagstiftaren tycks dock ha förutsatt att den endast skulle gälla renskötande samer.
Lagen stadgade att "[d]e för Lapparne afsatta land" skulle indelas i territoriella lappbyar (5 §). Avsikten var att de gamla lappskattelanden samtidigt skulle avskaffas och renskötseln hädanefter bedrivas gemensamt över större områden. Den personliga renskötselrätten skulle alltså ersättas med en kollektiv rätt. Detta var dock inte uttryckligen formulerat, och i praktiken levde lappskattelanden kvar, i synnerhet i Västerbottens län.
Enligt lagen skulle varje lappby inom sig välja en ordningsman (9 §). Denne skulle hålla ordning inom byn och fungera som kontaktperson gentemot länsstyrelsen.
Vad gäller jakt och fiske sade lagen att samerna fick betjäna sig av land och vatten inte bara på "för dem afsatta land" utan också på annan utmark inom lappmarkerna under den tid då de fick uppehålla sig där med sina renar (21 §). Dessa rättigheter fick de inte upplåta till någon annan, men länsstyrelsen kunde tillåta sådana upplåtelser.
Lagen trädde i kraft den 1 januari 1887 i Västerbottens och Norrbottens län, den 1 januari 1889 i Jämtlands län.

### 1898 års renbeteslag
Redan under 1890-talet började en revidering av den första renbeteslagen att diskuteras, eftersom konflikter hade uppstått mellan bofasta och renskötare i Västerbottens och Jämtlands län. För att lösa frågan tillsattes en "lappkommitté" 1895. Den föreslog bland annat att ordningen inom renskötseln skulle förbättras genom att varje lappby skulle få en lokalt anpassad byordning. Byordningen skulle innehålla bestämmelser om bland annat fördelningen av sommarbetesmarker, nödvändigt antal renvaktare och flyttningar.
År 1898 kom så nästa renbeteslag, lag (1898:66) om de svenska lapparnas rätt till renbete i Sverige. Där infördes byordningar enligt lappkommitténs förslag. Renskötarna fick lämna förslag om hur byordningen skulle se ut, men den skulle fastställas av länsstyrelsen (9 §).
Även 1898 års renbeteslag saknade definition av vem som omfattades av lagen. År 1917 slog dock justitieministern fast i en proposition att när lagen talade om "lapparna" avsågs endast den renskötande befolkningen. Detta gällde även i fråga om jakt och fiske.
Så snart lagen trätt i kraft började lappfogdarna utforma byordningar. I Västerbottens län och södra Norrbottens län kom de gamla lappskattelanden att ligga till grund för den indelning av betesområden som skedde i byordningarna.

### 1928 års renbeteslag
Under 1920-talet genomfördes ytterligare utredningar om den svenska samepolitiken i allmänhet och rennäringen i synnerhet. Mycket av utredningsarbetet utfördes av  Johan Widén, före detta landshövding i Jämtlands län, som därigenom fick stort inflytande på lagstiftningens nya utformning. Bland annat slog han fast att renskötselrätten bara tillkom ett begränsat antal personer, och att det därför måste slås fast vilka dessa personer var.
Detta genomfördes också i nästa renbeteslag, lag (1928:309) om de svenska lapparnas rätt till renbete i Sverige. I den första paragrafen sades att rätt till renskötsel tillkom den som var av lapsk härkomst, under förutsättning att någon av hans föräldrar eller mor- eller farföräldrar arbetat med renskötsel. Om en kvinna med renskötselrätt ingick äktenskap med en man utan renskötselrätt förlorade hon sin egen rätt, medan motsvarande inte gällde för en man. I samma paragraf sades att med "lapp" i lagens mening menades den som äger rätt till renskötsel. För att få utöva sin renskötselrätt måste man tillhöra lappby.
I den nya lagen definierades också för första gången vilka som hörde till lappbyn. Det var samer som arbetade med renskötsel inom lappbyn, som tidigare gjort det men inte hade någon annan stadigvarande sysselsättning, som fått tillstånd av landshövdingen att flytta in till lappbyn, eller som var hustru, änka eller hemmavarande barn till någon i nämnda kategorier (8 §).
Genom 1928 års renbeteslag infördes den uppdelning mellan renskötande och icke renskötande samer som sedan dess haft stor betydelse för det samiska samhället. Inte minst väsentligt var att den samiska rätten till land och vatten förbehölls de renskötande samerna.
Inom varje lappby skulle renskötarna utse en ordningsman, precis som tidigare, men hans uppgifter formulerades nu i andra ordalag. Ordningsmannen pålades det ansvar och fick det skydd som tillkom en statlig tjänsteman. Han skulle vaka över "efterlevnaden av gällande lagar rörande renskötseln och av den för lappbyn utfärdade byordningen". När lappbyn gjort sitt val av ordningsman skulle landshövdingen "pröva den valdes lämplighet för befattningen samt, därest han finnes lämplig, meddela honom förordnande men i annat fall föreskriva nytt val" (13 §).

### 1971 års rennäringslag
Under 1950- och 1960-talen framhölls i olika utredningar att samarbetet mellan renskötarna i byarna behövde förbättras. Lappbyn måste ha en styrelse och bli en juridisk person. Detta förverkligades i och med 1971 års rennäringslag, den lag som ännu gäller med vissa ändringar. Efter förslag från Svenska Samernas Riksförbund ersattes samtidigt termen lappby med sameby – ett ord som redan under några år använts inom den nyinstiftade rennäringsnämnden, vars ledamöter företrädde näringen.
Rennäringslagen innehåller detaljerade bestämmelser om hur samebyn ska styras och fungera. I stora drag fungerar samebyn som en ekonomisk förening. Det finns emellertid också skillnader. Bland annat bildas samebyarna direkt genom rennäringslagen, inte genom medlemmarnas beslut. På så sätt påminner samebyn om en kommun.

## Kritik och konflikter
Svensk samepolitik och rennäringslagen har kritiserats för att vara grundad i statens slutsatser om samernas behov snarare än i samernas faktiska behov. Kritik har även riktats mot att rennäringslagen inte ger samebyarna ett fungerande skydd mot exploatering, samt att lagen inte tillförsäkrar samebyar tillräckligt autonomi i egenskap av ursprungsbefolkning enligt ILO konvention 169. Det förekommer kritik som grundas i att denna top-down konstruktion av lagen bör ses i en kontext av koloniseringen av Sápmi. För mer om detta se, Samernas historia.
I och med de första renbeteslagarna stadfästes de renskötande samernas rätt för första gången i lag. Samtidigt blev de icke renskötande samernas rätt beroende av administrativa upplåtelser. Därigenom infördes en grundläggande skillnad mellan olika kategorier av samer. Med tiden har detta inneburit en allt skarpare uppdelning i olika grupper.
Svenska samernas riksförbund (SSR) har riktat kritik mot att rennäringslagen endast omfattar renskötsel eftersom den samiska kulturen innehåller mycket mer än så. SSR har efterfrågat ett större utrymme för kombinationsnäringar där såväl renskötande som icke-renskötande medlemmar kan få utkomst. I SOU 2001:101 menade rennäringspolitiska kommittén att samisk kultur är en viktig del av den kulturella mångfalden, och att den inte ska reduceras till renskötsel. Kommittén ansåg att fler näringar än renskötsel var viktiga för den samiska kulturen och menade att fokus bör skiftas från renarna till samerna som folk.
Kritik har även riktats mot att renskötselrätten endast tillfaller medlemmar i samebyar, trots att endast ungefär 10 % av alla samer i Sverige är medlem i någon sameby. Att rätten till renskötsel främst tillfaller samebyn har även inneburit svårigheter för enskilda renskötande medlemmar. Professor Bertil Bengtsson menar att det kan uppstå problem då enskilda samebymedlemmar ansöker om ersättning med anledning av markexploatering m.m.. HD har exempelvis i ersättningsfrågor vägrat enskilda samer ersättning i vattenmål.
Medlems- och röstsystemet i rennäringslagen har kritiserats mot bakgrund av att det i lagen finns bestämmelser om att samebyn ska fatta beslut som utgår från allas bästa samtidigt som den enskildes möjlighet till påverkan styrs av vilken typ av medlemskap personen har i samebyn. Endast renskötande medlemmar har, enligt 59 § rennäringslagen, rätt att i samebyns stämma rösta om viktiga frågor sett ur ett näringsperspektiv, exempelvis samebyns ekonomiska förhållanden. Rennäringslagens regler om medlemskap har även kritiserats utifrån ett jämställdhetsperspektiv, exempelvis bodelning vid dödsfall, skilsmässa eller separation.  Även om lagstiftningen kring rennäringen har ändrats genom åren, år 2006 gjordes exempelvis rennäringslagen könsneutral, så har den historiskt inneburit att kvinnornas status både varit beroende av männen och uttryckligen kopplats till renskötseln. Att kvinnor under så lång tid marginaliserats genom lagstiftningen har medfört att ojämlika maktstrukturer har skapats och förstärkts inom det samiska samhället och inom samebyarna. Frågan om vem som får bli medlem i sameby och därmed kan utöva renskötselrätt har ställts på sin spets i bland annat Vapstens sameby. Där har olika personer med tidigare anknytning till renskötseln i området försökt bli medlemmar, men nekats.
Rennäringslagens skydd för samebyns egendom i relation till andra intressen har ifrågasatts för att inte vara tillräckligt starkt. FN:s kommitté för rasdiskriminering kritiserade år 2013 Sverige för att inte visa tillräcklig hänsyn till samebyarna i samband med gruvetableringar. År 2017 gav samma rasdiskrimineringskommitté samebyn rätt i att regeringens beslut om en gruvetablering utgjorde ett ingrepp i samebyns egendomsrätt. Kommittén har även uttryckt oro över att den svenska minerallagen tillåter stora industriprojekt och andra aktiviteter inom samiskt område, utan samernas fria och informerade förhandssamtycke. Kommittén har vidare rekommenderat Sverige att ändra lagstiftningen för att ge samerna ett större inflytande över sitt landområde så att samernas rättigheter överensstämmer med FN:s konventioner.
Det faktum att staten fungerar som fastighetsägare över de landområden som samerna idkar rennäring m.m. på, liksom att samerna inte har äganderätt utan endast bruksrätt till fast egendom, har ifrågasatts mot bakgrund av att rennäringsrätten liknar och i vissa avseenden är likställd med äganderätten och lyder under samma grundlagsskydd. Exempelvis har samebyar har inte rätt att driva vilken näringsverksamhet som helst på marken. Samebyn kan inte heller upplåta exempelvis rätt till fiske och jakt på marken, medan staten har möjlighet att besluta om jakt för allmänheten på renarnas betesmarker. 2016 meddelade tingsrätten i Gällivare att Girjas sameby hade ensamrätt till jakt och fiske i Girjasområdet. Domen överklagades och hovrätten konstaterade att Girjas sameby inte hade ensamrätt, men samebyn vann över staten i högsta domstolen i januari 2020, och har ensamrätt.
De renskötande samernas rätt till jakt och fiske på ’’utmark’’ har lett till konflikter om den så kallade dubbelregistreringen, som innebär att samebymedlemmar kan jaga älg på privatägd mark ovan odlingsgränsen.
Vinterbetesmarkernas omfattning definieras inte i lagstiftningen. Detta har blivit föremål för rättslig prövning i bland annat Nordmalingsmålet (Västerbottens län) och Rätansmålet (Jämtlands län).